# Loxolomia winbrechlini
Loxolomia winbrechlini is een vlinder uit de familie nachtpauwogen (Saturniidae). De wetenschappelijke naam van de soort is voor het eerst geldig gepubliceerd in 2013 door Ronald Brechlin & Frank Meister.

## Type
- holotype: "male, 20-27.I.2002. leg. locale verzamelaar. Barcode: RBP no. 6934"
- instituut: Museum Witt München, Duitsland en later overgebracht naar Zoologische Staatssammlung München, München, Duitsland
- typelocatie: "Brazilië, Maranhão, Municipio Feira Nova, Fazenda Retiro, 480 m, ca. 07.00°S, 46.26°W"